# Les Indestructibles (jeu vidéo)
Les Indestructibles (The Incredibles) est un jeu vidéo d'action sorti en 2004 et fonctionne sur Game Boy Advance, GameCube, Mac OS, PlayStation 2, Windows et Xbox. Le jeu a été développé par Heavy Iron Studios, Helixe et Beenox Studio selon les versions et édité par THQ. Il est basé sur le film d'animation Les Indestructibles de Pixar.

## Système de jeu
Le jeu se déroule sur 18 niveaux, se déroulant dans la ville des Indestructibles (Les 5 premiers niveaux et le tout dernier) ou sur l'île de Nomanisan (Pour tous les autres). Vous dirigerez donc Mr Indestructible/Robert Parr (Selon le niveau), Elastigirl, Flèche ou Violette.
À chaque fois, vous devrez vous servir d'une de leurs capacités spéciales pour terminer les niveaux. Par exemple, Mr Indestructible se servira de sa force pour soulever de lourds objets et pouvoir continuer sa route, Elastigirl pourra s'étirer pour atteindre des lieux ou éliminer des rivaux à distance, Violette pourra se fondre dans le paysage et Flèche pourra aller très vite pour échapper aux ennemis. Notons que seuls 2 niveaux sont jouables par Flèche et qu'un seul est jouable par Violette, malgré un niveau ou les 2 sont jouables en même temps.
Des bonus sont à débloquer tout au long du jeu. La plupart du temps se sont des images de storyboard représentant les paysages de différents lieux. Un extrait du film introduit chaque niveau du jeu. Cet extrait sera disponible le niveau terminé.
Le jeu offre une bonne durée de vie, non pas grâce à son nombre de niveau ou à son nombre d'heures de jeu (environ 40 heures), mais surtout à cause de la difficulté de certains passages, notamment pour les niveaux ou il faut affronter l'Omnidroide.
Notons une autre fonctionnalité, le mode combat (disponible à la fin du niveau 10, celui-ci nommé "Cascade "), où il faudra affronter des vagues d'ennemis (au nombre de 100) et tenir le plus longtemps possible. Accessible à partir du menu et jouable à tout moments dans une partie, on regrettera tout de même un manque de diversité dans les modes, et l'absence d'un mode multijoueur.

## Voix originales
- Corey Burton
- E.G. Daily
- Chris Edgerly
- Spencer Fox
- Samuel L. Jackson
- Bob Joles
- Rosalyn Landor
- Jason Lee
- Dominique Louis
- Richard McGonagle
- Elizabeth Peña
- Sarah Vowell

## Voix françaises
- Marc Alfos
- François Barbin
- Zaïra Benbadis
- Mayer Boesch Thiebault
- Juliette Degenne
- Thierry Desroses
- Thierry Dufour
- Jacques Feyel
- Simon Koukissa
- David Krüger
- Kelly Marot
- Patrick Osmond
- Déborah Perret
- Marc Seclin

## Critiques
Le jeu est noté 12/20 par Jeuxvideo.com, 5/10 par Gamekult et 5/20 par Jeuxvideo.fr. Malgré tout, 2,5 millions d'exemplaires du jeu ont été vendus à travers le monde[réf. nécessaire].